# 羽山先生と寺野先生は付き合っている
『羽山先生と寺野先生は付き合っている』（はやませんせいとてらのせんせいはつきあっている）は、黄井ぴかちによる日本の漫画作品。一迅社の『コミック百合姫』にて、2018年8月号から2021年4月号にかけて連載された。
付き合って間もない2人の教師が織りなす恋愛模様を描いた百合作品である。

## あらすじ
教師になって初めて恋をした羽山飛鳥と寺野沙紀は、告白も交際も全部初めてだらけ。校内を見回りつつデートしてみたり、一緒にお泊まりしてみたり、大人ながら右も左も分からない二人は、周りの先生や生徒の助けも借りながら少しずつ仲を深めていった。

## 登場人物
羽山 飛鳥（はやま あすか）
本作の主人公。1-Aの担任を務める。担当教科は保健体育。
普段の性格は真面目で堅苦しいが、寺野先生の前ではポンコツな一面を見せることがある。
寺野 沙紀（てらの さき）
本作もう一人の主人公。1-Aの副担任を務める。担当教科は生物。
小柄な体格から、羽山先生と一緒にいるとき度々生徒や子供と間違えられることがある。
坂東 留衣（ばんどう るい）
羽山先生と寺野先生の同僚教諭。担当教科は国語。
無類の百合好きであり、二人の仲を応援している。
宮沢 エレーナ（みやざわ エレーナ）
羽山先生と寺野先生の同僚教諭。担当教科は英語。
進展具合を聞き出そうとするなど、二人の仲をよくいじっている。

## 書誌情報
- 黄井ぴかち 『羽山先生と寺野先生は付き合っている』 一迅社〈百合姫コミックス〉、全4巻
  1. 2018年12月18日発売[2]、ISBN 978-4-7580-7891-7
  2. 2019年8月16日発売[3]、ISBN 978-4-7580-7972-3
  3. 2020年6月18日発売[4]、ISBN 978-4-7580-2127-2
  4. 2021年4月16日発売[5]、ISBN 978-4-7580-2240-8